# Pastvina u Přešťovic
Pastvina u Přešťovic este o arie protejată (arie specială de conservare — SAC, sit de importanță comunitară — SCI) din Republica Cehă întinsă pe o suprafață de 1,28 ha, integral pe uscat.

## Localizare
Centrul sitului Pastvina u Přešťovic este situat la coordonatele 49°16′40″N 13°57′13″E / 49.277778°N 13.953611°E.

## Înființare
Situl Pastvina u Přešťovic a fost declarat sit de importanță comunitară în noiembrie 2009 pentru a proteja un număr necunoscut de specii din flora spontană și fauna sălbatică aflate în arealul zonei. Situl a fost protejat și ca arie specială de conservare în iulie 2012.

## Biodiversitate
Situată în ecoregiunea continentală, aria protejată conține 1 habitat natural: Pajiști carstice calcaroase sau bazofile, de Alysso-Sedion albi.
La baza desemnării sitului se află un număr nedeclarat de specii protejate.